# 허평환
허평환(許坪桓, 1949년 8월 2일 ~ )은 대한민국의 정치인이다. 육군훈련소장과 기무사령관을 지냈고 대한애국당 공동대표를 지냈다.

## 학력
- 하일초등학교 졸업
- 삼천포제일중학교 졸업
- 진주고등학교 졸업
- 육군사관학교 30기 학사
- 육군보병학교 졸업(1976년)
- 국방대학교 행정학사 24기(1979년)
- 동국대학교 행정대학원 행정학 석사

## 경력
- 1974년부터 이듬해 1975년까지 1년간 베트남 전쟁 참전
- 1975년 육군 99여단 2대대 7중대 2소대장
- 1978년 육군 99여단 1대대 1중대장
- 1986년 육군 30사단 91연대 3대대장
- 1988년 육군 보안사령관 비서실장
- 1993년 육군 39사단 117연대장
- 1996년 2군 사령부 작전과장
- 1997년 국방부 감사과장
- 2001년 국방부 인사복지국 차장
- 2002년 육군 6보병사단장
- 2004년 육군훈련소 소장
- 2004년 한결포럼 회장
- 2004년 구국통일연합회 회장
- 2004년 육탄용사호국정신선양회 총재
- 2006년 육군 전투발전단장
- 2007년 국군기무사령부 사령관
- 2007년 육군교육사령부 전력발전부장
- 2008년 육군 중장 예편
- 2011년 국민행복당 당대표
- 2011년 평화통일국민연합 회장
- 2011년 남북평화통일연합회 회장
- 2017년 대한애국당 공동대표
- 우리공화당 상임고문
- 우리공화당 서울시당위원장
- 이승만 건국대통령 기념사업회 자문위원

## 수상
- 1987년 보국포장
- 1998년 보국훈장 삼일장
- 2002년 보국훈장 천수장
- 2004년 자랑스런 양천인상
- 2007년 보국훈장 국선장
- 2007년 뉴스매거진 안보 인물대상
- 2008년 자랑스런 하일면민상

## 역대 선거 결과
| 실시년도 | 선거  | 대수 | 직책     | 선거구   | 정당       | 득표수   | 득표율         | 순위         | 당락 | 비고 |
| -------- | ----- | ---- | -------- | -------- | ---------- | -------- | -------------- | ------------ | ---- | ---- |
| 2012년   | 총선  | 19대 | 국회의원 | 비례대표 | 국민행복당 | 35,846표 | \| \| 0.16% \| | 비례대표 6번 | 낙선 |      |
|          | 0.16% |      |          |          |            |          |                |              |      |      |